# Phúc hưng viên
Phúc hưng viên (福興園) là một bài thơ của Trần Quang Khải, được viết vào thời nhà Trần.
Sau khi chiến thắng quân nhà Nguyên, Thượng tướng Trần Quang Khải về hưu lúc tuổi già và nghỉ ngơi tại tư dinh của ông, có vườn riêng tên gọi "Phúc hưng viên". Bài thơ này đại ý tả cảnh nhàn nhã thời thanh bình. Hiện còn một bản lưu truyền của Ngô Tất Tố 

## Nguyên bản Hán văn
福興一曲水回環
中有平園數畝寬
梅塢雪消珠蓓蕾
竹亭雲捲碧琅玕
暑來邀客澆茶碗
雨過呼童理藥攔
南望狼煙無復起
頹然一榻夢偏安

## Phiên âm
Phúc Hưng nhất khúc thủy hồi hoàn,
Trung hữu bình viên sổ mẫu khoan.
Mai ổ tuyết tiêu châu bội lỗi,
Trúc đình vân quyển bích lang can.
Thử lai yêu khách kiêu trà uyển,
Vũ quá hô đồng lý dược lan.
Nam vọng lang yên vô phục khởi,
Đồi nhiên nhất tháp mộng thiên an